# Dry (альбом)
Dry — дебютний студійний альбом гурту PJ Harvey, очолюваного англійською співачкою і авторкою пісень Пі Джей Гарві, що вийов 30 березня 1992 року лейблом Too Pure. Альбом був записаний на The Icehouse, місцевій студії в Йовілі, Англія. Перші 5000 платівок і перші 1000 CD містили демо-версії треків альбому, а Dry згодом вийшов у США на лейблі Indigo Records. Обидві версії вийшли у 1992 році. У липні 2020 року Dry було перевидано на вінілі та CD: 11-трековий супровідний альбом, що зібрав усі демо під назвою Dry — Demos, також вийшов на вінілі як окрема платівка.

## Передумови створення
В інтерв'ю журналу Filter у 2004 році Гарві сказала про свій дебютний альбом: «Dry — це мій перший шанс записати альбом, і я думала, що він стане останнім. Тому я вклала в нього все, що мала. Це був дуже екстремальний альбом. Для мене було великою радістю, що я змогла його записати. Я ніколи не думала, що у мене буде така можливість, тому я відчувала, що повинна вкласти у нього все, що могла, тому що це був, мабуть, мій єдиний шанс. З цієї причини це було дуже екстремально».

## Відгуки

### Критичний оцінка
Після виходу Dry отримав схвальні відгуки критиків. У рецензії NME критик Ендрю Коллінз дав альбому 9/10 і назвав його збіркою «розумних, повторюваних, тихих гітарних віршів» і сказав: «Поллі витягує ці звуки з ями своєї розсіченої душі й витягує їх із рота стиснутими кулаками». Рецензент Chicago Tribune Грег Кот назвав Dry «зубчастим, рвучким та сексуальним, але в той же час дезорієнтуючим» і порівняв альбом з Broken English (1979) Маріанни Фейтфулл і Horses (1975) Патті Сміт; Кот дав альбому три з половиною зірки з чотирьох можливих, зазначивши, що «найкращий гурт Великої Британії на даний момент — це не ще один гітарний клон My Bloody Valentine». У статті для Entertainment Weekly Біллі Вайман описав Dry як «палючий портрет темної сторони жіночої психіки» і «безкомпромісний твір хвилюючої, обпалюючої краси», присудивши йому оцінку А+. Рецензент Los Angeles Times Роберт Гілберн оцінив Dry на три з половиною з чотирьох зірок, написавши, що він «знаходиться десь посередині між … миттєвою класикою [і] спокусливою візитною карткою, яка сигналізує про появу нового надзвичайного артиста». Критик Роберт Крістгау у своїй колонці у Village Voice описав Dry як «туманне, але важливе феміністичне розмежування між егоїстичним ревінням і чесним ірраціональним виливом», оцінивши його на A-.
Ретроспективні рецензії на Dry також були переважно позитивними. Редактор AllMusic Стівен Томас Ерлвайн підсумував альбом як «потужну збірку брутально емоційних пісень, підкреслену вправною лірикою та приголомшливим голосом Гарві, а також м'язистим звучанням її тріо» у рецензії на чотири з половиною з п'яти зірок. У статті для Pitchfork Лора Снейпс сказала, що Dry — «це вулкан і випалена земля навколо нього, розірвана зсувними гітарами, кантрі-панковою манією, перекрученим блюзом, глибоким екстримом і чистими квінтами, які б'ють, як валуни, скинуті згори». Четверте видання The Rolling Stone Album Guide, опубліковане у 2004 році, присудило альбому три з половиною зірки з п'яти можливих.

### Комерційні результати
Dry посів 11-те місце в UK Albums Chart і протримався в ньому п'ять тижнів. За місяць до виходу альбому його другий сингл, «Sheela-Na-Gig», посів 69 місце в UK Singles Chart. Попри успіх у США, альбом не потрапив до жодного з чартів Billboard, проте у вересні 1992 року пісня «Sheela-Na-Gig» посіла 9 місце в чарті Billboard Modern Rock Tracks.
Британська фонографічна індустрія (BPI) сертифікувала альбом Dry як «срібний» у березні 2005 року після відвантаження 60 000 копій. За даними Nielsen SoundScan, станом на грудень 2005 року в США було продано 176 000 копій альбому.

### Нагороди
У 1992 році Dry потрапив до списків найкращих альбомів року за версією кількох видань. Він посів 12 місце у списку найкращих альбомів року за версією Select, 18 місце у списку «20 найкращих альбомів 1992 року» за версією Spin, а також був відзначений у рубриці «Записи року» журналу Q.
З того часу Dry потрапив до кількох списків найкращих альбомів усіх часів. Він посів 70 місце у списку «100 найкращих дебютних альбомів усіх часів» за версією Rolling Stone та 151 місце у списку «500 найкращих альбомів усіх часів» за версією NME. Dry також увійшов до книги 1001 альбом, який ви повинні почути перед смертю.

## Композиції
Всі тексти написані Пі Джей Гарві; вся музика написана Гарві, за винятком випадків, коли зазначено інше
| #     | Назва                | Автор музики             | Тривалість |
| ----- | -------------------- | ------------------------ | ---------- |
| 1.    | «Oh My Lover»        | Пі Джей Гарві            | 3:57       |
| 2.    | «O Stella»           | Пі Джей Гарві            | 2:36       |
| 3.    | «Dress»              | Пі Джей Гарві            | 3:16       |
| 4.    | «Victory»            | Пі Джей Гарві            | 3:16       |
| 5.    | «Happy and Bleeding» | Пі Джей Гарві            | 4:50       |
| 6.    | «Sheela-Na-Gig»      | Пі Джей Гарві            | 3:11       |
| 7.    | «Hair»               | Пі Джей Гарві            | 3:45       |
| 8.    | «Joe»                | Пі Джей Гарві, Роб Елліс | 2:33       |
| 9.    | «Plants and Rags»    | Пі Джей Гарві, Роб Елліс | 4:09       |
| 10.   | «Fountain»           | Пі Джей Гарві            | 3:52       |
| 11.   | «Water»              | Пі Джей Гарві            | 4:32       |
| 39:54 |                      |                          |            |

## Музиканти запису
PJ Harvey Trio
- Пі Джей Гарві — вокал, гітара, скрипка
- Стів Воган — бас
- Роб Елліс — барабани, вокал, фісгармонія

Додаткові музиканти
- Ян Олівер — бас (3, 5)
- Бен Гроневельт — контрабас (3)
- Майк Пейн — гітара (9)
- Час Дікі — віолончель (9)

Технічний персонал
- Head — продакшн, інженер запису
- PJ Harvey — продакшн
- Роб Елліс — продакшн, мікшування (5)
- Марк Вернон — продакшн (3, 5)

Художнє оформлення
- Foothold — макет
- Марія Мохнач — фото